# John F. Davidson

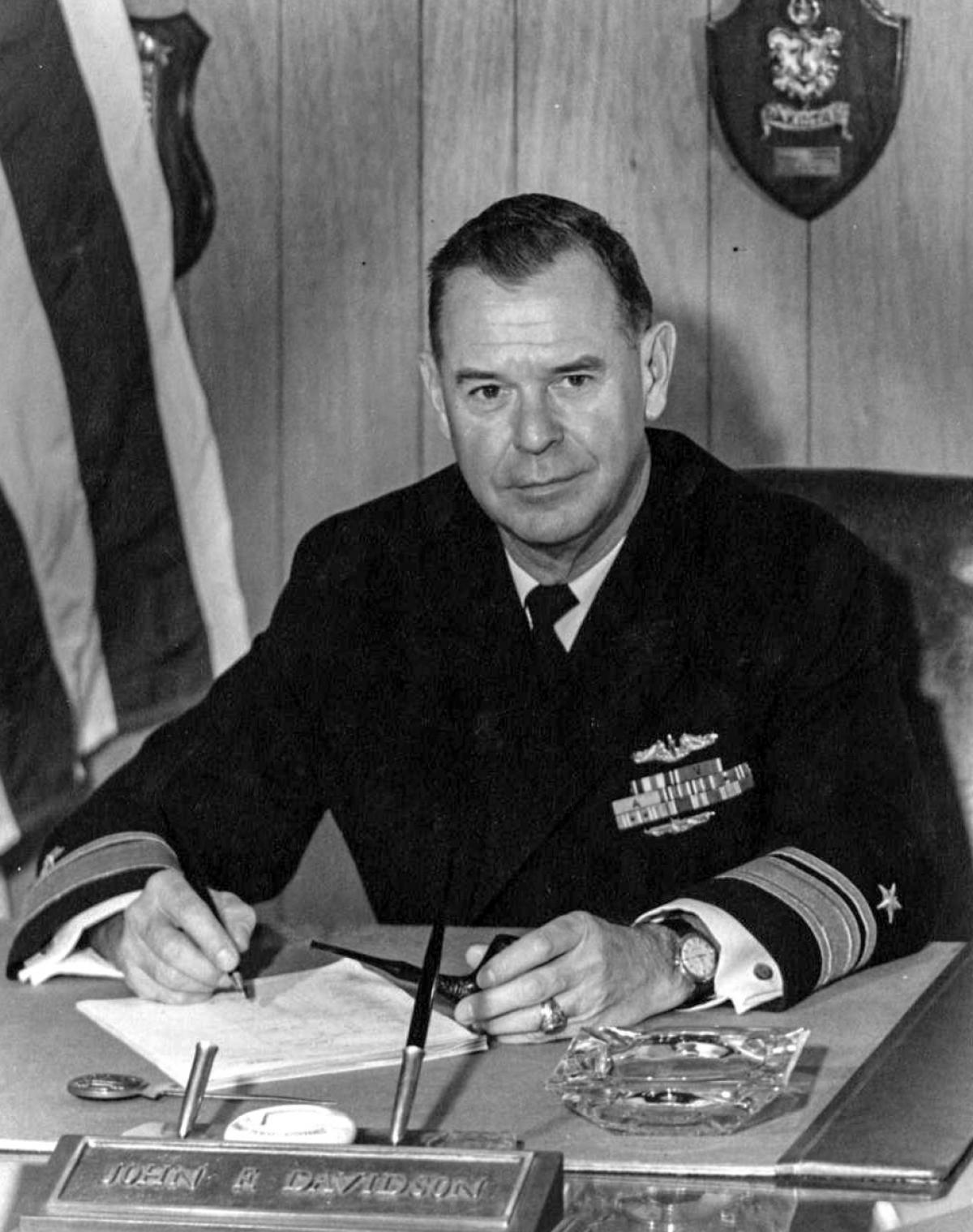
John F. Davidson

John Frederick Davidson (* 3. Mai 1908 in Olean, Cattaraugus County, New York; † 21. Januar 1989 in Annapolis, Anne Arundel County, Maryland) war ein Konteradmiral der United States Navy. Er war unter anderem Leiter (Superintendent) der United States Naval Academy (USNA).

## Leben
Im Jahr 1929 absolvierte er die United States Naval Academy in Annapolis in Maryland. In der amerikanischen Kriegsmarine durchlief er anschließend alle Offiziersränge bis zum Konteradmiral. In seinen frühen Jahren als Marineoffizier diente er unter anderem auf den Schlachtschiffen USS Utah und USS Arizona. Im Jahr 1933 absolvierte er eine Ausbildung zum U-Boot-Offizier. Im Zweiten Weltkrieg war er in diesem Spezialgebiet tätig. Während des Krieges kommandierte er die im pazifischen Raum eingesetzten U-Boote USS Mackerel (SS-204) und USS Blackfish (SS-221).
Nach dem Krieg gehörte John Davidson der Fakultät der Marineakademie an. Im weiteren Verlauf erhielt er das Kommando über den Kreuzer USS Albany (CA-123). In der Folge kommandierte er einen Schiffsverband aus mehreren Kreuzern (cruiser division) und eine U-Boot-Staffel (submarine squadron).
Am 22. Juni 1960 übernahm John Davidson als Nachfolger von Charles L. Melson als Superintendent die Leitung der Marineakademie in Annapolis. Dieses Amt bekleidete er bis zum 18. August 1962, als Charles Cochran Kirkpatrick seine Nachfolge antrat. Damals unterstand die Akademie (bis zum Jahr 1962) dem Severn River Naval Command, das ebenfalls von ihm geleitet wurde. Danach leitete Davidson bis zu seiner Pensionierung im Jahr 1964 das Ausbildungskommando der Pazifikflotte (commander of the Pacific Fleet Training Command).
Davidson verbrachte seinen Lebensabend zunächst in Warren in Pennsylvania und später in Annapolis in Maryland. Dort verstarb er am 21. Januar 1989 an den Folgen eines Herzinfarkts.

## Orden und Auszeichnungen
John Davidson wurde im Lauf seiner militärischen Laufbahn unter anderem mit dem Silver Star und dem Orden Legion of Merit geehrt.